# Sesbania coerulescens
Sesbania coerulescens är en ärtväxtart som beskrevs av Hermann August Theodor Harms. Sesbania coerulescens ingår i släktet Sesbania och familjen ärtväxter. Inga underarter finns listade i Catalogue of Life.